# Steekcirkel

Rood: de steekcirkel

De steekcirkel is een cirkel die kenmerkend  is voor de afmetingen van een tandwiel.
Tandwielen die met elkaar ingrijpen kunnen beschouwd worden als afkomstig van cirkels die over elkaar rollen zonder glijden. Om effectief glijden te vermijden zijn er tanden bij geconstrueerd, waardoor de oorspronkelijke cirkels onzichtbaar geworden zijn. Ze blijven echter wel van belang voor de verdere berekeningen en worden  steekcirkels genoemd. 
De afstand tussen de assen van de tandwielen moet bij uitwendige vertanding bijvoorbeeld gelijk zijn aan de som van de stralen van de steekcirkels. Bij een inwendige vertanding is de afstand tussen de assen het verschil van de stralen. De straal van de steekcirkel wordt soms de effectieve straal van het tandwiel genoemd.